# Estación de Alcañiz
Alcañiz fue una estación ferroviaria situada en el municipio español de Alcañiz, en la provincia de Teruel. La estación, perteneciente al ferrocarril del Val de Zafán, estuvo operativa entre 1895 y 1973. Tras su cierre las instalaciones quedaron abandonadas y en la actualidad solo se mantiene el edificio de viajeros, que se encuentra en mal estado de conservación

## Historia

### Primeros años
Durante el último tercio del siglo XIX se planteó la construcción del llamado ferrocarril del Val de Zafán, que debía unir el Bajo Aragón con el puerto de San Carlos de la Rápita. Sería la Compañía del Ferrocarril de Zaragoza al Mediterráneo la que inicie este proyecto, inaugurándose 3 de agosto de 1895 el tramo La Puebla de Híjar-Alcañiz, de 32 km. En aquel momento todavía no se encontraban finalizadas las instalaciones de Alcañiz, que debían acoger una estación de viajeros y unos talleres, entre otros elementos.
Sin embargo, los malos resultados de la explotación de la línea férrea pusieron a la compañía propietaria en una difícil situación económica, debiendo finalmente declararse en suspensión de pagos. Las condiciones en que se encontraban las instalaciones y el material rodante eran tan lamentables que hubieron de suspenderse los servicios, por lo que en 1899 el Estado resolvió incautarse de la línea y de las instalaciones ferroviarias. Aunque se restablecerían los servicios ferroviarios entre La Puebla de Híjar y Alcañiz, el Estado no mostró interés en continuar la construcción de la línea férrea. Debido a ello, Alcañiz fue una estación término durante muchos años.

### Bajo gestión estatal
En la década de 1920 se retomó la construcción de la sección comprendida entre Alcañiz y Tortosa. La Guerra Civil hizo que se aceleraran las obras y en junio de 1938 ya se encontraba en servicio el tramo comprendido entre Alcañiz y Pinell de Bray, el ferrocarril llegó hasta Bot. Durante el transcurso de la batalla del Ebro desde Alcañiz partieron numerosos convoyes militares con destino al frente, portando tanto tropas como suministros. En 1941, con la nacionalización de la red ferroviaria española de ancho ibérico, la estación pasó a manos de la recién creada RENFE. El tramo hasta Tortosa fue completado en septiembre de 1941, entrando en servicio el trazado al año siguiente. Durante algún tiempo estuvo previsto que Alcañiz se convirtiera en un nudo de comunicaciones con la construcción del ferrocarril Baeza-Saint Girons, de carácter transversal. Aunque se llegaron a realizar diversos trabajos (túneles, puentes, viaductos, estaciones y gran parte de la explanación) en la sección Teruel-Alcañiz, el ferrocarril nunca llegaría a ser completado y quedó en proyecto fallido.
En 1973 la línea Puebla de Híjar-Tortosa fue clausurada al tráfico por RENFE, siendo levantadas las vías de la sección Puebla de Híjar-Alcañiz en 1985. Tras su clausura, la estación y todas las instalaciones ferroviarias dejaron de prestar servicio y quedaron abandonadas. En la actualidad solo se mantiene intacto el edificio de viajeros, aunque en mal estado de conservación.

## Características
Alcañiz constituía una de las principales estaciones de la línea La Puebla de Híjar-Tortosa, al ser el segundo municipio por población de la provincia. El complejo ferroviario llegó a contar con numerosas instalaciones: un edificio de viajeros, muelle de mercancías, aguadas y depósitos de agua, talleres, un depósito de locomotoras y una playa de vías de tamaño considerable. El edificio de viajeros está basado en un proyecto del ingeniero Hermenegildo Gorría, con fecha de 1891, si bien este sería modificado en 1894.